# Hernán Medford
Hernán Medford (* 23. Mai 1968 in San José) ist ein costa-ricanischer Fußballtrainer und ehemaliger -spieler auf der Position eines Stürmers.

## Laufbahn

### Spieler
Medford begann seine Profikarriere 1986 bei AD Sagrada Familia und wechselte bereits nach einem Jahr zum costa-ricanischen Topverein CD Saprissa. Bald nach seinem Wechsel zu Saprissa folgte die Einberufung in die costa-ricanische Nationalmannschaft, für die er zwischen 1987 und 2002 insgesamt 89 Einsätze absolvierte und 18 Tore erzielte; darunter den Siegtreffer in der 87. Minute zum 2:1 gegen Schweden im letzten Vorrundenspiel der WM 1990, wo Costa Rica gleich bei seiner ersten WM-Teilnahme die Gruppenphase überstand.
Nach der WM wurde Medford von Dinamo Zagreb verpflichtet und wechselte eine Halbsaison später zum SK Rapid Wien. Über weitere Stationen in Europa bei Rayo Vallecano und Foggia Calcio kehrte er 1993 in seine Heimat zurück, wo er abermals beim CD Saprissa spielte.
1994 wechselte er nach Mexiko, wo er die nächsten sieben Jahre verbrachte. Nach jeweils drei Jahren in Diensten des CF Pachuca und des Club León verbrachte er noch ein Jahr beim Club Necaxa, ehe er erneut zum CD Saprissa zurückkehrte, bei dem er seine aktive Laufbahn in der Saison 2002/03 ausklingen ließ.

### Trainer
Im Anschluss an seine aktive Laufbahn erhielt Medford einen Trainervertrag bei Saprissa und führte die Mannschaft, mit der er bereits als Spieler drei Meistertitel und einmal den CONCACAF Champions‘ Cup gewonnen hatte, zu zwei weiteren Meistertiteln und dem insgesamt dritten und bisher letzten Erfolg des Vereins im CONCACAF Champions‘ Cup (2005 durch einen Finalsieg gegen den mexikanischen Vertreter UNAM Pumas). Dieser Erfolg berechtigte zur Teilnahme an der FIFA-Klub-Weltmeisterschaft 2005, bei der Saprissa im Halbfinale dem FC Liverpool (0:3) unterlag, aber anschließend durch einen 3:2-Erfolg gegen Al-Ittihad den dritten Platz belegte, was der bisher größte Erfolg einer costa-ricanischen Fußball-Vereinsmannschaft ist.
2006 wurde Medford mit dem Posten des Teamchefs bei der costa-ricanischen Fußballnationalmannschaft betraut, für die er bis zum Sommer 2008 verantwortlich war. Anschließend betreute er den mexikanischen Club León, AD Municipal Liberia und den Limón FC, bevor er zum guatemaltekischen Club Xelajú MC stieß, mit dem er in der Clausura 2012 den guatemaltekischen Meistertitel gewann. Sein dortiges Engagement endete im Juni 2013. Danach trainierte Medford den honduranischen Erstligisten Real España, bevor er im Sommer 2014 die honduranische Nationalmannschaft übernahm, doch noch vor Jahresende 2014 aufgrund der dürftigen Resultate wieder entlassen wurde.

## Titel

### Als Spieler
- CONCACAF Champions‘ Cup: 1993 (mit Saprissa)
- Costa-ricanischer Meister: 1989, 1990, 1994 (mit Saprissa)
- Spanischer Zweitliga-Vizemeister und Aufsteiger: 1992 (mit Rayo Vallecano)
- Mexikanischer Zweitligameister und Aufsteiger: 1996 (mit Pachuca)

### Als Trainer
- CONCACAF Champions‘ Cup: 2005 (mit Saprissa)
- FIFA-Klub-Weltmeisterschaft: 3. Platz in 2005 (mit Saprissa)
- Costa-ricanischer Meister: 2004, 2006 (mit Saprissa)
- Guatemaltekischer Meister: Clausura 2012 (mit Xelajú)